# Talsperre Krebsbach
Die Talsperre Krebsbach bei Teichwolframsdorf im Landkreis Greiz lag im Osten Thüringens am Krebsbach, einem Nebenfluss der Weißen Elster. Sie wurde Anfang der 1960er Jahre als Brauchwasserspeicher für den Uranbergbau der Wismut gebaut und 2007 abgerissen.

## Staudamm
Das Absperrbauwerk war ein Steinschüttdamm mit mittiger Lehmkerndichtung und Stahlspundwand. Die Spundwand wurde erst nachträglich eingebaut, weil der Kern nicht dicht genug war. Der Baustoff des Stützkörpers bestand aus Diabas, die Dichtung aus Auelehm. Im Untergrund steht phyllitischer Tonschiefer an. Die Hochwasserentlastung befand sich am rechten Hang, der Grundablass etwa in Dammmitte.

## Rückbau
Nach der Unteren Herbringhauser Talsperre ist die Krebsbach-Talsperre die zweite Talsperre Deutschlands, die zurückgebaut wurde, weil sie nicht mehr gebraucht wurde. Sie hatte nicht einmal eine Hochwasserschutzwirkung.
Vor einigen Jahren wurde der Stauspiegel bereits abgesenkt, indem man eine 30 m breite Scharte als Überlauf auf der linken Dammseite angelegt hat. Der Stauinhalt wurde dadurch auf die Hälfte reduziert. Die Thüringer Talsperrenverwaltung stellte im März 2000 den Planfeststellungsantrag für den Rückbau der Talsperre Krebsbach. Im Jahr 2002 wurden die Unterlagen öffentlich ausgelegt. Der Rückbau der Talsperre begann im März 2007. Es wurde ein mäandrierender Flusslauf angelegt. Das Ziel des Umbaus ist ein guter Zustand nach der Europäischen Wasserrahmenrichtlinie.